# اونا شیمایته

اونا شیمایته

اونا شیمایته (۶ ژانویه ۱۸۹۴ – ۱۷ ژانویه ۱۹۷۰) کتابدار لیتوانیایی در دانشگاه ویلنیوس بود که از موقعیت خود برای کمک و نجات یهودیان در گتوی ویلنا در طول جنگ جهانی دوم استفاده کرد. او به عنوان یک درستکار در میان ملل شناخته شده است.

## زندگی

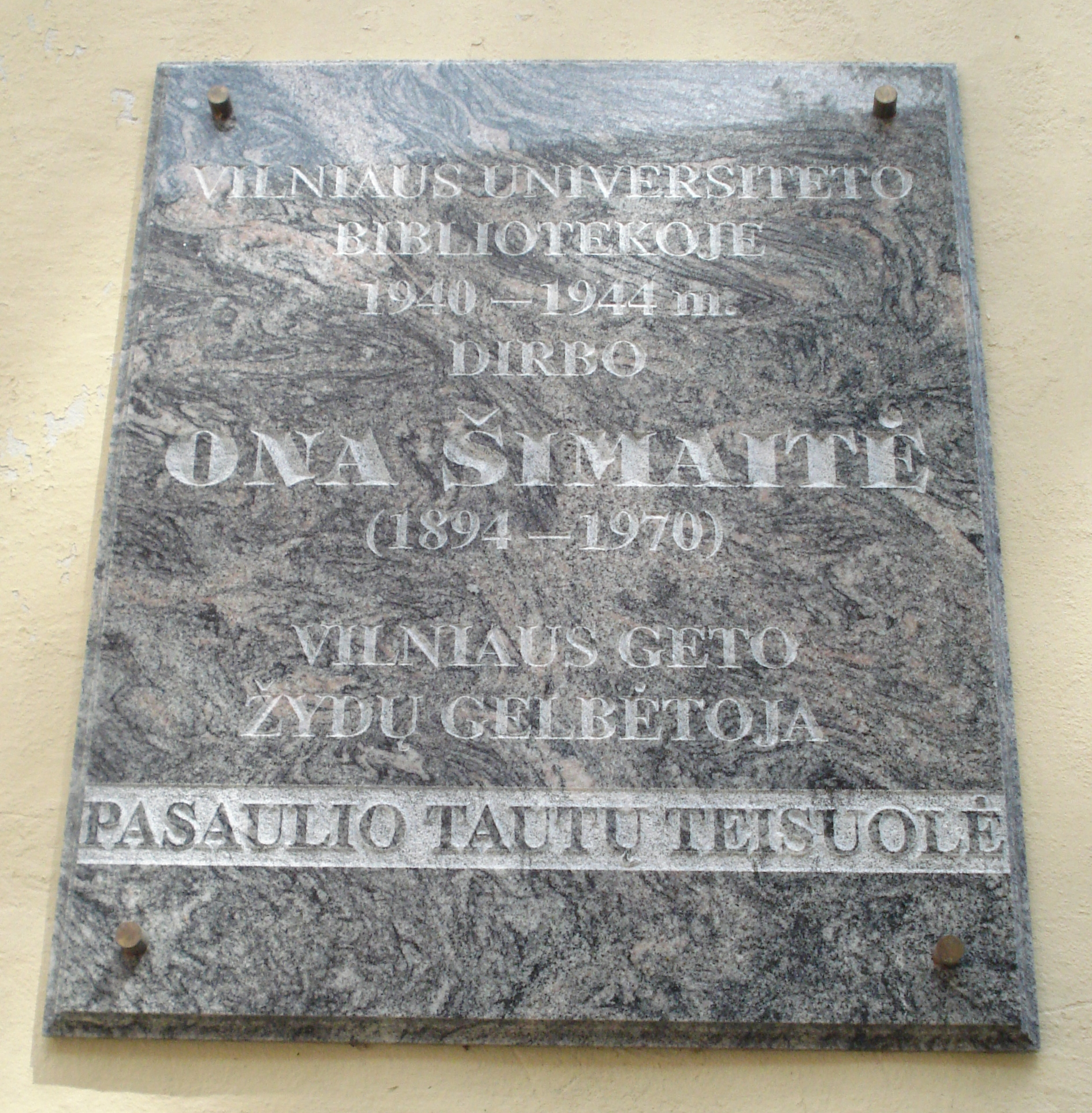
لوح در ویلنیوس به افتخار شیمایته

شیمایته در ۶ ژانویه در آکمن لیتوانی متولد شد. او دوران تحصیلی خود را در مسکو تحصیل کرد، در سال ۱۹۴۰ در دانشگاه ویلنیوس کتابدار شد. در سال ۱۹۴۱، نازی‌ها به لیتوانی حمله کردند و گتو ویلنا را ایجاد کردند. او به بهانه بازیابی کتابهای کتابخانه از دانشجویان یهودی دانشگاه وارد محله یهودی نشین شد. در طول سه سال بعد، او اسلحه‌های کوچک (به کمک کازیس بوروتا، از جمله دیگران) و همچنین مواد غذایی و سایر مواد را قاچاق کرد. اسناد ادبی و تاریخی را برای تیپ کاغذی قاچاق کرد. و همچنین به عنوان حامل پست برای ساکنان محله یهودی نشین عمل می‌کرد و آنها را با دنیای خارج مرتبط می‌ساخت.
در ۱۵ مارس ۱۹۶۶، سازمان اسرائیلی یاد وشم، شیمایته را به عنوان یک درستکار در میان ملل به رسمیت شناخت و به افتخار او درختی کاشت.

## یادداشت
این مقاله حاوی متنی از موزه یادبود هولوکاست ایالات متحده است و تحت GFDL منتشر شده است.